# Bosîrî, Ciortkiv
Bosîrî (în ucraineană Босири) este o comună în raionul Ciortkiv, regiunea Ternopil, Ucraina, formată numai din satul de reședință.

## Demografie
Componența lingvistică a comunei Bosîrî
     Ucraineană (100%)
Conform recensământului din 2001, toată populația comunei Bosîrî era vorbitoare de ucraineană (100%).